# نادي لافال يونايتد
نادي لافال يونايتد نادي كرة قدم إماراتي من أندية الهواة يلعب في دوري الدرجة الثانية الإماراتي ويقع في دبي.

## التاريخ
تأسس النادي في الأصل باسم الساحل وبدأ في عجمان، ولكن بسبب ظروف غير معروفة، تغير اسم النادي بسرعة إلى لافال يونايتد ونقل عملياته إلى دبي بدلاً من ذلك.